# Nationaal Rugby Centrum Amsterdam
Het Nationaal Rugby Centrum Amsterdam is een rugbystadion in Amsterdam. Het complex is gesitueerd op sportpark De Eendracht in het voormalige stadsdeel Geuzenveld-Slotermeer. Alle internationale wedstrijden van het Nederlands rugbyteam worden op het NCRA gespeeld. Tevens bevinden de kantoren van de Nederlandse Rugby Bond (NRB) zich in het complex.
De plannen voor het Nationaal Rugby Centrum Amsterdam (NRCA) zijn ontstaan toen in de jaren tachtig en negentig de activiteiten van de NRB door de toenemende interesse in rugby zo sterk toenamen, dat het oude bureau in Bussum totaal niet meer voldeed.
De bond had Den Haag, Amersfoort en Amsterdam op het oog als kandidaten voor een nieuw nationaal rugby centrum. Na veel overleg en enkele lobby's werd uiteindelijk gekozen voor de huidige locatie op sportpark De Eendracht. Het complex werd in 1997 opgeleverd en feestelijk geopend door de toenmalige staatssecretaris van sport Erica Terpstra.
Naast het Nederlandse team spelen ook de rugbyclubs ASRV Ascrum en AAC op het complex. Het stadion is jaarlijks het toneel voor de finale van het Nederlands landskampioenschap rugby in de Ereklasse. De Amsterdam Sevens, een langlopend en internationaal bekend Sevens toernooi, wordt ook in het stadion gespeeld. De IRB Women's Sevens World Series is een internationaal Sevens toernooi dat sinds het seizoen 2012-13 op het NCRA wordt gespeeld. Amsterdam is samen met Dubai, Houston en Guangzhou een van de speelsteden.